# Trissolcus basalis

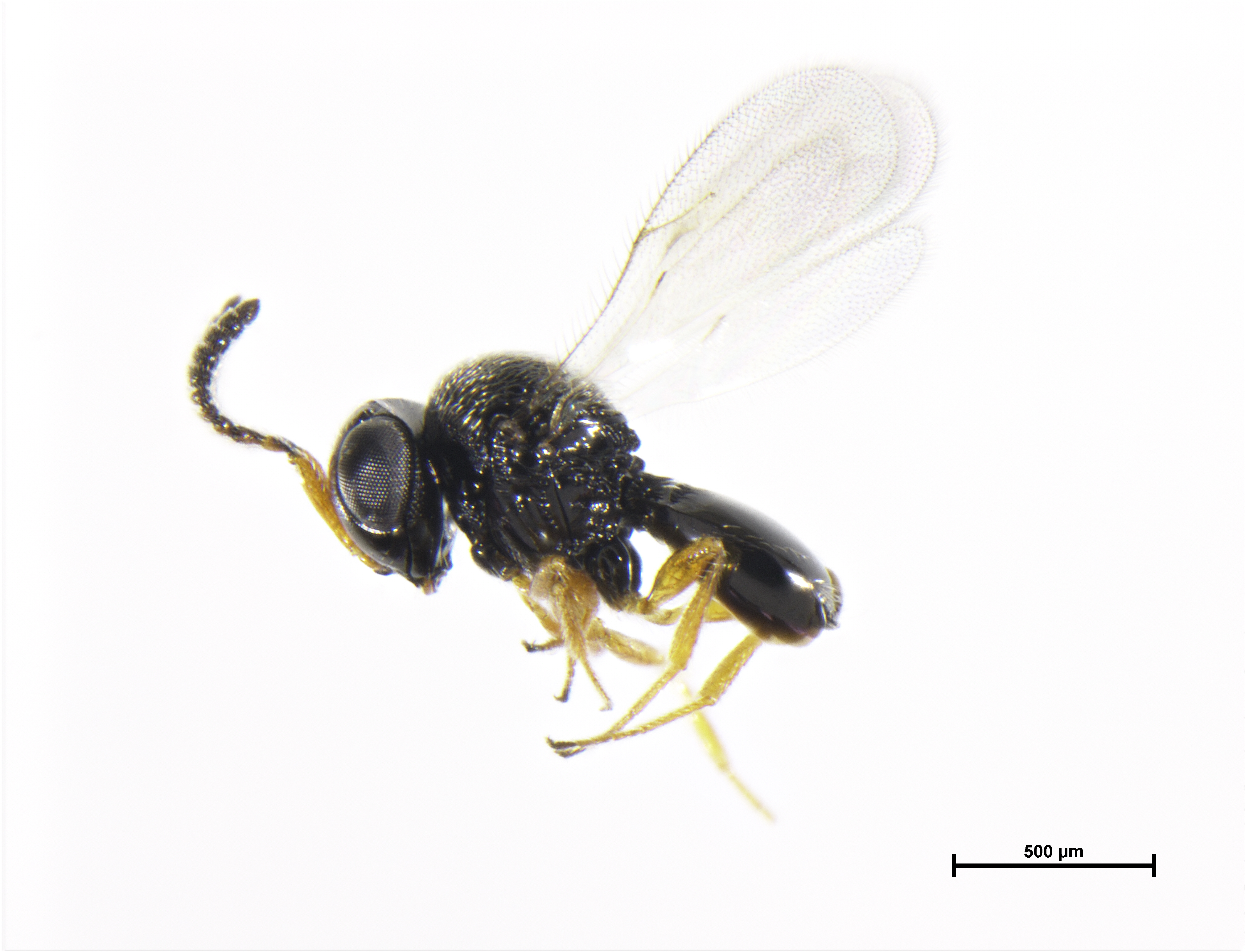
Trissolcus basalis vista lateral

Trissolcus basalis é uma pequena vespa parasitóide (Hymenoptera) da família Platygastridae, bastante utilizada no Brasil como agente de controle biológico do percevejos praga do tipo maria-fedida como Euschistus heros, Agonoscelis rutila e Nezara viridula (Hemiptera: Pentatomidae). Trata-se de um parasitóide solitário com menos de 2mm de comprimento, de coloração preta e antenas clavadas.
O uso desta vespa no controle de pragas na lavoura foi introduzido no Paraná pelo Centro Nacional de Pesquisa da Soja em parceria com a Emater. Foi introduzido no Brasil com o objetivo de maximizar os efeitos de controle no manejo integrado de pragas em conjunto do uso de controle químico.